# 螺旋磁性

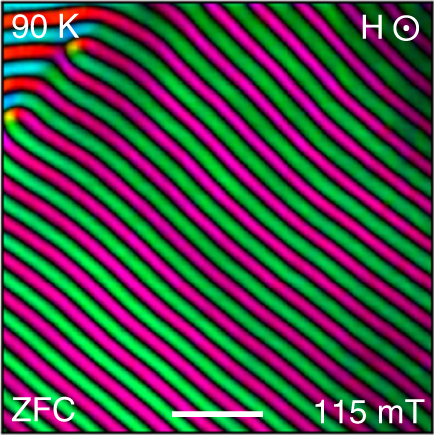
90K下锗化铁(FeGe)中螺旋自旋条纹的洛伦兹TEM图像

螺旋磁性是一种相邻磁矩的自旋以螺旋模式进行排列的磁序形式，其特征转角介于0到180度之间。这种现象是铁磁和反铁磁交换相互作用之间竞争的结果，也可以分别将铁磁和反铁磁视为具有0度和180度特征转角的螺旋磁结构。螺旋磁序本质上可以是左旋或右旋的，因此螺旋磁序破坏了空间反演对称性。
严格来说，螺旋磁体并没有永久磁矩，因此有时被认为是一种复杂的反铁磁体。而锥形磁性除了具有螺旋调制外还有永久磁矩（例如，金属钬在低于20K时表现出锥形磁性）。是否具有永久磁矩可以将螺旋磁体与锥形磁体区分开来。
螺旋磁性的概念于1959年首次提出，它可以作为对二氧化锰磁结构的解释。螺旋磁性最初应用于中子衍射，后来发现它可以被洛伦兹电子显微镜更直接地观察到。据报道，大部分材料在低温下表现出螺旋磁性，然而也有一些螺旋磁结构可以在室温下保持稳定。许多螺旋磁体具有手性立方结构，例如B20晶体结构类型。
就像普通铁磁体具有分隔各个磁畴的畴壁一样，螺旋磁体也有自己的以拓扑电荷为特征的畴壁。 
| 材料                        | 温度范围  |
| --------------------------- | --------- |
| β-MnO2                      | < 93 K    |
| FeGe,                       | < 278 K   |
| MnGe                        | < 170 K   |
| MnSi,                       | < 29 K    |
| FexCo1−xSi (0.3 ≤ x ≤ 0.85) |           |
| Cu2OSeO3                    | < 58 K    |
| Tb                          | 219–231 K |
| Dy                          | 85–179 K  |
| Ho                          | 20–132 K  |